# Alpha Dog
Alpha Dog – amerykański kryminał z 2006 roku. Pierwowzorem głównego bohatera jest Jesse James Hollywood, handlarz narkotyków odsiadujący karę dożywotniego więzienia w Calipatria State Prison w Kalifornii. 

## Obsada
- Emile Hirsch – Johnny Truelove
- Fernando Vargas – Tiko 'TKO' Martinez
- Vincent Kartheiser – Pick Giaimo
- Justin Timberlake – Frankie Ballenbacher
- Shawn Hatosy – Elvis Schmidt
- Alex Solowitz – Bobby '911'
- Alec Vigil – P.J. Truelove
- Bruce Willis – Sonny Truelove
- Harry Dean Stanton – Cosmo Gadabeeti
- Ben Foster – Jake Mazursky
- Sharon Stone – Olivia Mazursky
- Anton Yelchin – Zack
- Dominique Swain – Susan Hartunian
- Olivia Wilde – Angela Holden
- Amanda Seyfried – Julie Beckley